# Поцеко (Удине)
Поцеко је насеље у Италији у округу Удине, региону Фурланија-Јулијска крајина.
Према процени из 2011. у насељу је живело 526 становника. Насеље се налази на надморској висини од 41 м.